# Congregatie voor de Bisschoppen
De Congregatie voor de Bisschoppen was een congregatie van de Romeinse Curie.
De Sacra Congregatio Consistorialis (Heilige Congregatie van het Consistorie) werd op 22 januari 1588 ingesteld door paus Sixtus V bij invoering van de apostolische constitutie Immensa Aeterni Dei. Op 29 juni 1908 werden de bevoegdheden van de congregatie uitgebreid bij de apostolische constitutie Sapienti Consilio; tevens werd toen de zittende paus aangemerkt als prefect van de congregatie.
Op 15 augustus 1967 werd bij de apostolische constitutie Regimini Ecclesiae Universae de naam van de congregatie gewijzigd in congregatie voor de Bisschoppen; tevens kreeg de congregatie een eigen prefect. Op 28 juni 1988 werd bij de apostolische constitutie Pastor Bonus het beleidsterrein van de congregatie in relatie tot de congregatie voor de Evangelisatie van de Volkeren en de congregatie voor de Oosterse Kerken afgebakend.
Op 5 juni 2022 werd bij de invoering van de apostolische constitutie Praedicate Evangelium de structuur van de Romeinse Curie gewijzigd. De congregatie werd vanaf die datum voortgezet onder de naam dicasterie voor de Bisschoppen.